# Optya secunda
Optya secunda är en insektsart som beskrevs av Irena Dworakowska 1976. Optya secunda ingår i släktet Optya och familjen dvärgstritar.
Artens utbredningsområde är Eritrea. Inga underarter finns listade i Catalogue of Life.